# Nguyễn Thái Học
Nguyễn Thái Học (chữ Hán: 阮太學; 30/12/1902 – 17/6/1930) là nhà cách mạng Việt Nam chủ trương dùng vũ lực lật đổ chính quyền thực dân Pháp, giành độc lập cho Việt Nam. Ông là một trong số những người sáng lập Việt Nam Quốc dân đảng và lãnh đạo cuộc khởi nghĩa Yên Bái năm 1930. Cuộc khởi nghĩa thất bại, ông bị thực dân Pháp bắt và chém đầu ngày 17 tháng 6 năm 1930 tại Yên Bái.

## Thân thế
Nguyễn Thái Học sinh ngày 1 tháng 12 năm Nhâm Dần (tức ngày 30/12/1902) tại làng Thổ Tang, tổng Lương Điền, phủ Vĩnh Tường, tỉnh Vĩnh Yên (nay là thị trấn Thổ Tang, huyện Vĩnh Tường, tỉnh Vĩnh Phúc). Ông là con cả của cụ Nguyễn Văn Hách và bà Nguyễn Thị Quỳnh. Gia đình ông là một gia đình trung nông sống bằng nghề làm ruộng và dệt vải, buôn vải. Từ 4 tuổi ông đã được cha mẹ cho đi học chữ Hán, và năm 11 tuổi ông bắt đầu theo học chương trình tiểu học Pháp-Việt tại thị xã Vĩnh Yên.
Năm 19 tuổi ông thi đậu vào trường Cao đẳng sư phạm Hà Nội, và nhận học bổng của Chính phủ Bảo hộ Pháp. Do tính tình cương trực và không thích khuất phục lối giáo dục của người Pháp, ông bỏ học vào năm thứ ba, và sau đó ghi danh học trường Cao đẳng Thương mại thuộc Đại học Đông Dương (1925-1927). Trong thời gian này, ông tham gia thành lập Nam Đồng Thư xã và tiếp xúc với một số sinh viên đồng chí hướng, trong số đó có Phó Đức Chính, sinh viên trường Cao đẳng Công chánh và Hồ Văn Mịch, sinh viên trường Cao đẳng Sư phạm, hai nhà cách mạng tương lai sẽ gắn liền với cuộc đời cách mạng của ông sau này.
Cũng trong thời gian là sinh viên của Đại học Đông Dương, Nguyễn Thái Học đã gửi cho Toàn quyền Đông Dương Alexandre Varenne một số bức thư kêu gọi chính quyền thực dân Pháp tiến hành một loạt cải cách tiến bộ ở Việt Nam. Sở dĩ Nguyễn Thái Học gửi những đề xuất cải cách của mình cho Varenne vì ông ta vốn là một đảng viên của Đảng Xã hội Pháp, người vừa mới tới nhậm chức toàn quyền đã quyết định ân xá Phan Bội Châu và hứa hẹn nhiều cải cách rộng lớn ở xứ thuộc địa Đông Dương. Tuy nhiên, đó chỉ là những lời hứa suông, và ông ta không bao giờ quan tâm trả lời những bức thư đầy tâm huyết của Nguyễn Thái Học.
Hoàn toàn thất vọng về con đường cải cách của chính quyền thuộc địa, Nguyễn Thái Học và các đồng chí của ông đi đến quyết định là: con đường duy nhất để mở ra cơ hội phát triển cho dân tộc Việt Nam chỉ có thể là con đường dùng vũ trang lật đổ chế độ thực dân Pháp và chế độ phong kiến, thành lập một nước Việt Nam độc lập với thể chế cộng hòa và thiết lập một nền dân chủ trên toàn cõi Đông Dương.

## Hoạt động cách mạng

### Thành lập Việt Nam Quốc Dân Đảng
Năm 1927, tổ chức Nam Đồng Thư xã quyết định ủng hộ cuộc khởi nghĩa Bắc Ninh do Quản Trạc lãnh đạo. Công việc bị bại lộ, đa số thành viên của Nam Đồng Thư xã bị thuyên chuyển hoặc bị truy lùng phải đào tẩu, chỉ còn lại Nguyễn Thái Học và một số ít đồng chí. Tháng 10 năm này, ông triệu tập số người còn lại và đưa ra ý định thành lập một đảng cách mạng bí mật, dùng vũ lực lật đổ thực dân Pháp. Đảng này mang tên Việt Nam Quốc Dân Đảng (VNQDĐ), và chi bộ đảng đầu tiên mang tên là "Chi Bộ Nam Đồng Thư Xã", do ông làm Chi bộ trưởng, gồm các ủy viên: Hồ Văn Mịch, Phó Đức Chính, Lê Văn Phúc, Hoàng Văn Tùng, Hoàng Phạm Trân (tức Nhượng Tống) và một số đồng chí khác. Tháng 12 năm 1927, VNQDĐ tổ chức đại hội đảng lần thứ nhất và bầu ông làm Chủ tịch Tổng bộ đảng kiêm Chủ tịch đảng. Dưới sự lãnh đạo của ông, VNQDĐ bắt đầu phát triển rất nhanh chóng để kết nạp tầng lớp trí thức, giáo viên, nông dân, công chức, binh sĩ trong guồng máy cai trị với mục đích dùng bạo động lật đổ chính quyền thực dân Pháp, thành lập một chế độ cộng hòa dân chủ độc lập trên toàn cõi Việt Nam. Đến đầu năm 1929, VNQDĐ đã thành lập được 120 chi bộ tại Bắc kỳ với 1500 đảng viên.

### Pháp khởi sự tiêu diệt Việt Nam Quốc Dân Đảng
Năm 1929, tại Bắc kỳ và Bắc Trung kỳ có cao trào mộ phu, đưa dân đi làm phu cho các đồn điền cao su tại các nơi như miền Nam, Miên (Campuchia), Lào, Nouvelle-Calédonie (Tân Ca-lê-đô-ni-a hay Tân Thế giới) và Nouvelles-Hébrides (nay là Vanuatu), nơi những người phu này trở thành nô lệ cho các chủ đồn điền. Một trong những người mua nô lệ nổi tiếng là Bazin tại Hà Nội. Trùm mộ phu người Pháp này chuyên dụ dỗ hay bắt cóc dân đem làm phu lấy lợi. Mặc dù không được sự chấp thuận của Tổng Bộ và Nguyễn Thái Học, ba đảng viên thuộc một Thành bộ VNQDĐ gồm Nguyễn Văn Viên, Nguyễn Văn Lân và Nguyễn Đức Lung đã tự ý ám sát Bazin vào ngày 9 tháng 2 năm 1929 tại Chợ Hôm, Hà Nội.
Nhân vụ ám sát, Pháp khởi sự đàn áp nhằm tiêu diệt VNQDĐ trong khi cơ sở của họ chưa kịp chuẩn bị ứng phó trước kế hoạch khủng bố trắng của chính quyền thuộc địa. Sở mật thám Bắc Việt được một nội ứng phản đảng tên Bùi Tiên Mai chỉ điểm, đã bắt giam 227 đảng viên VNQDĐ nhưng không bắt được hai lãnh tụ đảng lúc đó là Nguyễn Thái Học và Nguyễn Khắc Nhu, Chủ tịch Ban Hành pháp VNQDĐ nhiệm kỳ 3.
Sau khi Bùi Tiên Mai nhận diện và đối chứng với những đồng chí tại các phiên tòa Hội đồng Đề hình, ban ám sát VNQDĐ tổ chức giết người này vì tội phản đảng và quên lời thề trước bàn thờ tổ quốc. Trên đường hành thích, sự việc bị đổ bể và một đảng viên bị chết, một bị tù cấm cố 10 năm. Hai đảng viên khác, Nguyễn Văn Kinh và Nguyễn Văn Ngọc, khi bị bắt do mật thám tra tấn dã man đã khai báo và chỉ điểm cho Pháp mọi đường đi nước bước của các yếu nhân lãnh đạo của VNQDĐ. Ban ám sát VNQDĐ cũng tổ chức giết hai người này, tuy thành công nhưng thêm một số đảng viên bị bắt và hành hình qua các vụ ám sát này.
Để xử các tù nhân chính trị này, Toàn quyền Pháp Pasquier quyết định không giao cho Biện lý cuộc, nhưng ký nghị định thành lập một Hội đồng Đề hình (Commission criminelle) để tuyên án và xử tội. Hội đồng này trả tự do cho 149 người và kết án 78 người từ 2 đến 15 năm tù tại các tỉnh thượng du Bắc Việt hoặc lưu đày ra Côn Đảo, và mỗi người bị cộng thêm một án 5 năm biệt xứ (interdiction de séjour).
Lực lượng của VNQDĐ bị suy yếu, tổn thất nặng nề, và hoàn toàn rơi vào thế bị động sau việc ám sát Bazin. Các lãnh tụ buộc phải tiến hành cuộc khởi nghĩa 8 tháng sau đó để tránh cho các cơ sở đang gặp nguy cơ bị tiêu diệt hoặc tan rã.

### Khởi nghĩa Yên Bái

Quân kỳ tổng khởi nghĩa của Việt Nam Quốc dân Đảng.

Trước tình thế hàng ngũ đảng có nhiều phản bội, thực dân áp bức gay gắt có chiều hướng đưa đến tan rã, trung tuần tháng 5 năm 1929, Nguyễn Thái Học triệu tập đại hội đảng toàn quốc tại làng Đức Hiệp, phủ Thuận Thành, tỉnh Bắc Ninh, quyết định chuẩn bị tổng khởi nghĩa. Công việc chuẩn bị chưa hoàn tất, cuối năm 1929 tại Bắc Giang một cơ sở chế bom bị tai nạn phát nổ, và đầu năm 1930 người Pháp bắt giữ và khám phá được thêm rất nhiều cơ sở chế tạo bom, đao, kiếm và nhiều đảng viên bị bắt. Trước tình hình nguy cấp, Nguyễn Thái Học triệu tập hội nghị khẩn cấp, quyết định tiến hành khởi nghĩa tại các địa điểm Hưng Hóa, Lâm Thao, Phú Thọ, Yên Bái, Sơn Tây, Hải Dương, Hải Phòng, Kiến An, Bắc Ninh, Đáp Cầu, Phả Lại và Hà Nội vào đêm mồng 10, rạng ngày 11 tháng 2 năm 1930.
Theo kế hoạch ban đầu cuộc khởi nghĩa vũ trang sẽ nổ ra trên hai địa bàn chính ở Bắc Kỳ vào đêm ngày 9 tháng 2 năm 1930. Nguyễn Thái Học sẽ lãnh đạo cuộc khởi nghĩa ở miền xuôi, trong khi Nguyễn Khắc Nhu và Phó Đức Chính được phân công chỉ huy cuộc nổi dậy ở miền núi. Gần tới ngày nổi dậy, do cơ sở ở miền xuôi tương đối yếu lại bị đánh phá nặng nề nên không chuẩn bị kịp, Nguyễn Thái Học cử người báo cho Nguyễn Khắc Nhu hoãn cuộc nổi dậy tới ngày 15 tháng 2. Tuy nhiên, liên lạc viên lại bị địch bắt giữa đường. Vì vậy, cuộc khởi nghĩa vẫn nổ ra ở một loạt các địa điểm từ Sơn Tây, Phú Thọ cho tới Yên Bái vào đêm ngày 9, rạng sáng ngày 10 tháng 2. Tuy cuộc tổng nổi dậy xảy ra nhiều nơi khác nhau, nhưng lịch sử mệnh danh nó là cuộc Khởi nghĩa Yên Bái, hay Tổng Khởi nghĩa Yên Bái, cốt để vinh danh những cái chết hào hùng của các lãnh tụ Nguyễn Thái Học, Phó Đức Chính và 11 đảng viên VNQDĐ ở pháp trường Yên Bái ngày 17 tháng 6 năm 1930. Quân nổi dậy đã chiếm được một phần đồn binh Pháp và làm chủ tỉnh lỵ Yên Bái trong gần hai ngày. Ngày 15 tháng 2 năm 1930, mặc dù cuộc khởi nghĩa ở miền núi đã thất bại, Nguyễn Thái Học và cơ sở Việt Nam Quốc dân Đảng vẫn quyết định khởi nghĩa ở miền xuôi như kế hoạch cũ. Cuộc vùng lên quyết liệt nhất là ở Phụ Dực (Thái Bình) và Vĩnh Bảo (lúc đó thuộc Hải Dương).
Sự việc không thành, ngày 20 tháng 2 năm 1930, Nguyễn Thái Học bị bắt tại ấp Cổ Vịt (Chí Linh, Hải Dương).

### Đền nợ nước
Pháp thành lập một Hội đồng Đề hình để xử các nghĩa quân VNQDĐ. Rất nhiều đảng viên VNQDĐ bị chung thân khổ sai, một số tự sát và bị hành hình như:
- Ngày 11 tháng 2 năm 1930, Nguyễn Khắc Nhu đập đầu tự sát trong ngục thất ở Hưng Hóa.
- Ngày 8 tháng 3 năm 1930, Đặng Văn Lương, Đặng Văn Tiệp, Nguyễn Thanh Thuyết, Ngô Hải Hoằng bị xử chém tại Yên Bái.
- Ngày 17 tháng 6 năm 1930, Nguyễn Thái Học và 12 đồng chí bị xử chém tại Yên Bái.
- Ngày 18 tháng 6 năm 1930, Nguyễn Thị Giang (Cô Giang) dùng súng tự sát ở gốc cây đề làng Thổ Tang, tỉnh Vĩnh Yên nay là tỉnh Vĩnh Phúc.
- Ngày 7 tháng 9 năm 1930, Đỗ Thị Tâm nuốt giải yếm tự sát trong ngục thất ở Hà Nội.
- Ngày 22 tháng 11 năm 1930, Nguyễn Văn Toại và 4 đồng chí bị xử chém tại Phú Thọ.
- Tháng 12 năm 1930, Đoàn Trần Nghiệp, hay Đặng Trần Nghiệp, tức Ký Con, và 6 đồng chí là Lương Ngọc Tốn, Nguyễn Văn Nho, Nguyễn Quang Triều, Nguyễn Minh Luân, Nguyễn Trọng Bằng, Phạm Văn Khuê bị xử chém tại trước cổng nhà tù Hỏa Lò tại Hà Nội.[4]
- Ngày 23 tháng 6 năm 1931, Trần Quang Diệu, Vũ Văn Giáo, Trần Nhật Đồng và một số đồng chí bị xử chém tại Hải Dương.
- Ngày 23 tháng 6 năm 1931, Lê Hữu Cảnh bị hành hình trước cổng ngục thất Hỏa Lò Hà Nội.
- Năm 1936, Nguyễn Đức Trạch tức Sư Trạch,[5] tự sát tại ngục thất ở Guyane thuộc Pháp.

Sau khi hành quyết một số lãnh tụ và nghĩa quân của VNQDĐ tại Yên Bái, Pháp cho chôn chung một mộ tại thị xã Yên Bái, cách ga xe lửa độ một cây số, và cho lính canh giữ đến cuối năm 1930. Năm 1945, quân đội VNQDĐ chiếm đóng Yên Bái, cho trùng tu mộ phần của 17 vị anh hùng và lập đền thờ kỷ niệm. Khu mộ này sau được nhà nước Việt Nam trùng tu và xếp hạng di tích lịch sử văn hóa tại Quyết định số 177 VH/QĐ ngày 5/3/1990.
Tên ông được dùng đặt tên nhiều đường phố và trường học tại Việt Nam.
Trong cuộc hội thảo ngày 24 tháng 12 năm 2003 tổ chức tại quê hương ông, các nhà khoa học đã đề nghị Đảng và Nhà nước tôn vinh Nguyễn Thái Học là Anh hùng dân tộc.

## Giai thoại

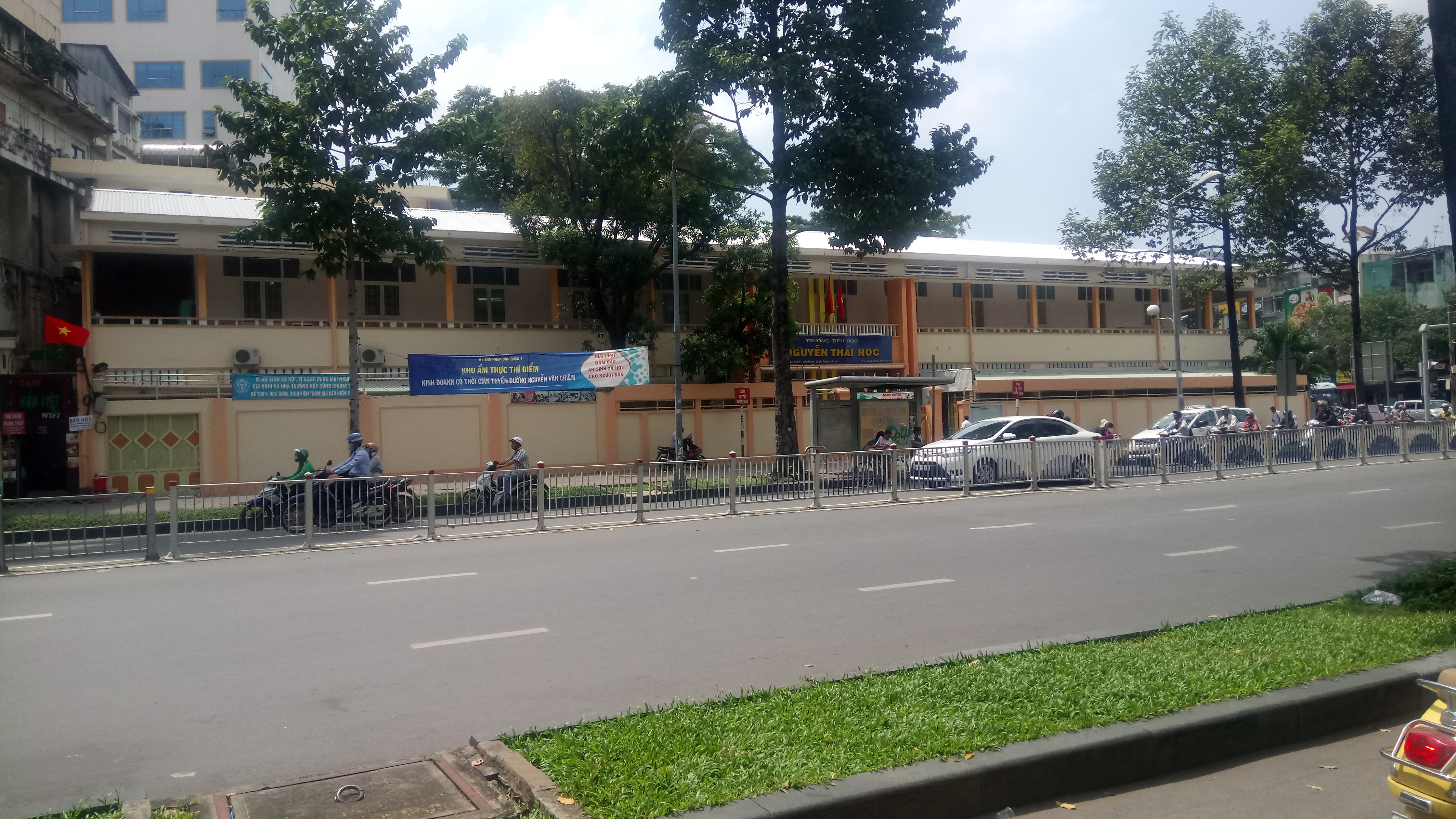
Trường Tiểu học Nguyễn Thái Học, Quận 1, Thành phố Hồ Chí Minh

Theo Tế Xuyên thì khi Nguyễn Thái Học vào thi bằng thành chung (Diplome) thì đề tài bài thi là "Sự nghiệp của Jules Ferry". Nguyễn Thái Học viết trả lời vỏn vẹn có một câu: "Người Việt Nam không hề biết tên người này!". Không lạ gì khi ông bị đánh trượt.

## Câu nói nổi tiếng
Khi thụ án, ông có đọc trích đoạn một bài thơ bằng tiếng Pháp, dịch thơ:
| “                 | Chết vì tổ quốc, Cái chết vinh quang, Lòng ta sung sướng Trí ta nhẹ nhàng | ” |
| — Nguyễn Thái Học |                                                                           |   |

## Các tác phẩm
- Đảng cương Việt Nam Quốc dân đảng
- Thử gửi Toàn quyền Đông Dương
- Thư gửi Hạ nghị viện Pháp